# Vecsés
Vecsés (németül: Wetschesch) város Pest vármegyében, a budapesti agglomerációban, a Vecsési járás központja. A magyarság és a világ elsősorban a híres káposztájáról ismeri a várost.

## Fekvése
Vecsés földrajzi értelemben a Duna Pest megye teraszos völgymedencéjében, a Pesti-hordalékkúpsíkságon helyezkedik el. Északkelet felől a Gödöllői-dombsághoz tartozó dombvidék húzódik, déli irányban a Duna–Tisza közötti hátság területe kezdődik. Határos Budapest fővárossal, Ecser községgel, valamint Üllő és Gyál városokkal.

### Megközelítése
Közúton és vasúton, sőt még légi úton is könnyen megközelíthető, mivel érinti a területét az ország több nagy forgalmú, fő közlekedési útvonala, valamint a közigazgatási területén helyezkedik el a Budapest Liszt Ferenc nemzetközi repülőtér egy része is.
A 4-es főút át is halad a város központján, így a legfontosabb elérési útvonalának ez tekinthető. Az M4-es autóút a belterület északnyugati részén válik el a 4-es klasszikus nyomvonalától, hogy onnan végig a belterületet észak felől elkerülve húzódjon egészen a keleti határszélig, és még onnan is tovább.
Szomszédai közül Vecsést Ecserrel a 3101-es, Gyállal a 4602-es úŧ köti össze.
Közigazgatási területén a hazai vasútvonalak közül a Budapest–Záhony-vasútvonal halad át, amelynek két megállási pontja van itt. Vecsés vasútállomás a központ közelében, Felsőtelep és Halmitelep városrészek határán helyezkedik el, közúti elérését a 4602-es útból kiágazó 46 301-es út biztosítja. Vecsés-Kertekalja megállóhely a belterület keleti részén helyezkedik el, a megállót csak önkormányzati utak szolgálják ki.

## Története
Régészeti leletek tanúsága szerint Vecsés már a bronzkorban lakott volt. Ennek bizonyítéka az 1996-ban feltárt Árpád-kori templom és a templom körüli temető. Ekkor a régészek egy, a Kr. e. 2000-800 körüli időkből származó ház maradványaira bukkantak. 2001-ben az M0-s autóút és a 4-es főút Vecsést elkerülő szakaszának építésekor újabb leletek kerültek elő, melyek tanúsága szerint a környéken szarmata (római kori) település lehetett.
A város első ismert okleveles említése 1318-ból származik. A község nevének formái: (Vecsés), Vetsés, Vechés, Vetsis, Vethisis, Vetschés, sőt Vértsésnek is írták annak idején. A Magyar Nagylexikon Vecherch-nek emlegeti. Ezek mellett Vályi András Magyar Országnak Leírásában előfordul a helység neve úgy is, mint Vecsercs és Wecherch. Mai német formája: Wetschesch.
Érdekesség, hogy bár szinte az összes fellelhető forrásban az első okleveles említést 1318-ra teszik, mégis van olyan, hogy ezt az időpontot 1323-ra datálják, például Magyarország Műemléki Topográfiájában.
1434-ben, mint helységnév szerepel, és megjelenik a Halomi vagy Halmi család, mint vecsési birtokos família neve is. Egy 1434. évi oklevél szerint Halomi Zsigmond utód nélkül halt meg és az így gazdátlanul maradt Halom és Vechés nevű birtokrészeket Erzsébet királynő 1440. január 7-én kiadott rendeletével örökjogon Bothos Péternek és testvérének, István váci és váradi éneklő-kanonokoknak ajándékozta. 1489-ben a Borsfiaké lett Vecsés.
A 150 évig tartó török megszállás alatti időről kevés adat maradt fenn, de az biztos, hogy 1591-ben még adót fizettek a vecsésiek a töröknek. Erről a török összeírás adatai tanúskodnak. 1633-ban és 1634-ben a török fejadó-összeírásokban már Vecsés nem szerepel, s a szomszédos Üllő is csak két fővel. Valószínűleg ekkor vált pusztává a terület. Pest vármegye törvényhatósága ebben az időben a füleki várban székelt.
Vecsés birtokosa a 17. század vége felé Fáy László volt; erről az 1665. október 14-i ülés anyaga tanúskodik. Fáy Bora 1708-ban feleségül ment Kajali Pálhoz, Nógrád vármegye főjegyzőjéhez. Kajali Klárát, Kajali Pál leányát 1715-ben Ráday Pál vette feleségül, aki a hozomány részeként megkapta Vecsés és Halom pusztát.
A 17. század egy részében a területet az üllőiek bérelték, majd Maglód, később Ecser pusztájaként említik. A Magyar Nagylexikon a Halmi család mellett megemlíti a Sike és a Formosi családot, mint azokat a nemesi családokat, akik birtokolták Vecsést a 14–15. században. A lexikon szerint 1440-ben Erzsébet királyné a királyi részeket a Tahi Botos családnak adományozta. A török hódoltság idején, a 17. század második felében a Fáy család birtokába került, majd Radnay Pálé lett, akitől gróf Grassalkovich Antal vásárolta meg (1730), és a gödöllői uradalomhoz csatolta.
A török kiűzése után Bécsben felállították a neoacquistica commissiót (magyarul újszerzeményi bizottságot), mely a felszabadított területek birtokviszonyainak rendezését kapta feladatul. A bizottság előtt Ráday Pál nem tudta okmányokkal bizonyítani Vecsésre és Halom pusztára vonatkozó tulajdonjogát, mert iratai elvesztek. Ekkor állt mellé I. Grassalkovich Antal, aki kamarai igazgató volt és háromszori házasságkötéseivel óriási vagyont szerzett: csak Pest megyében 135 000 katasztrális hold birtoka volt. [Első felesége Láng Erzsébet, akinek első férje Bajhay István alispán volt. Házassága 1722–29-ig tartott, mert Láng Erzsébet meghalt. Ekkor alapozta meg a gödöllői birtokot. Második házassága alkalmával báró Klobusitzky Krisztinát vette feleségül. Ez is rövid ideig tartott. Ebből a házasságból született az egyetlen fiú örökös, II. Grassalkovich Antal. Rövid özvegysége után harmadszor is megnősült, feleségül véve elhunyt második felesége húgát, Klobusitzky Terézia grófnőt, Forgách Ferenc özvegyét.] 1727-ben Ráday Páltól és feleségétől Kajali Klárától megvásárolta Vecsés és Halom pusztát, 9798 holdat 5400 Ft-ért. Vecsés területe a 18. század első felében 4302 magyar hold, míg Halom puszta (később Halomegyháza) 5196 magyar hold volt.

### Az újkori Vecsés születése
A török uralom alatt Vecsés elnéptelenedett, a település életének folytonossága megtört. Még a török kiűzése utáni évszázadban is Vecsés-puszta és Halom puszta néven említették az ide tartozó, korábban lakott helyeket. Az előző korszakról csak az ásatások leletei tanúskodnak.
Vecsés történetében 1786 meghatározó fordulatot hozott; ekkor született meg az újkori Vecsés. II. Grassalkovich Antal Pozsonyban keltezett telepítési felhívása nyomán ugyanis kereken 50 család érkezett ide. A kimért 50 házhely (12×100 négyszögöl), a 24 magyar holdnyi jobbágytelek, a 8 hold legelő illetve kaszáló 30 német, 10 magyar és 10 szlovák nevű családot vonzott Vecsésre. A német („sváb”) családok korábbi Grassalkovich telepítésű falvakból és a budai oldalról érkeztek. A magyar és szlovák nevűek minden bizonnyal a szomszédos falvakból.
A kezdeti nehézségek sokakat visszariasztottak. Ezt látszik alátámasztani a váci püspök által elrendelt és 1795-ben elkészült [ma a váci levéltárban található] teljes körű összeírás. A német nyelvű összeírásban már 80 család adatai szerepelnek, dicséretes alapossággal lajstromba szedve: mindegyik családnál szerepel a házszám (sorszám?), a családfő és a feleség neve, a gyermekek listája név és életkor szerint, sőt a családdal együtt élő idősek is.
A névsor arról tanúskodik, hogy Vecsés kilenc év alatt egységesen német nyelvű településsé lett. Ez olvasható az 1797-től vezetett historia domusban, ezt bizonyítja az 1841-es püspöki látogatás (Canonica visitatio) jegyzőkönyve is. Ebből a dokumentumból értesülünk arról, hogy az 1240 fős lakosságból csak 100 fő tudott magyarul, és szinte egyöntetűen katolikusok voltak.
A 19. század közepére megépült a (Vecsést is érintő) Pest–Szolnok-vasútvonal. Pest, Buda és Óbuda egyesítése (1873) és azt ezt követő fellendülés sokakat vonzott a főváros közelébe. Ezek hatására Vecsés etnikai összetétele is változásnak indult.
Közigazgatásilag Vecsés a 18. század végéig Pest-Pilis-Solt vármegye váci, majd pesti járásához tartozott, 1876-ban a Pest-Pilis-Solt-Kiskun vármegye monori járásához sorolták. Nagyközségi rangját Vecsés 1950-ben elveszítette, és csak 1969-ben nyerte vissza. újabb fellendülés 1990-től figyelhető meg a település életében. 2001. július 1-jén Vecsés városi rangot kapott, és lakosságszáma mára mintegy 21 000 fő körülire duzzadt.
A város északnyugati határában 1985-re épült fel a 2011 óta Liszt Ferenc zeneszerző nevét viselő Ferihegyi repülőtér 2-es terminálja. 2005-ben adták át az M4-es autóút és az M0-ás körgyűrű várost elkerülő szakaszait. Az előbbi sztráda repülőtéri csomópontjánál, az ipari negyed szomszédságában 2007-ben nyílt meg a Market Central bevásárlópark.
2022. november 21-én a város délkeleti határában kőolajat találtak.

#### Mai területi bontása
- Felső telep (Itt található Vecsés legrégebbi társasházi lakóparkja – más néven OTP lakótelep, amely 1971-1978 között épült. A lakótelepi kritériumokon tulajdonságaival jócskán túlmutat.)
- Falu
- Halmy telep
- Andrássy telep

Vecsés közelében feküdt Halomegyháza puszta és Ferihegy puszta is, melyek ugyancsak a gödöllői uradalomhoz tartoztak.
Ferihegy puszta a 19. század elején Mayerffy Ferenc uradalmi bérlőtől vette a nevét. A gödöllői uradalom feloszlása után, kiszakítva Szent Lőrincz pusztából, külön birtokként adták el Szontagh Samunak, de később báró Podmaniczky János birtokába került.

### Címerének leírása
Vecsés város hivatalos címerén csücskös talpú pajzs látható, kék alapon ezüstszínű függőleges és vízszintes hasítással, ami a címert négy részre osztja. Ez a négy rész a négy településrészt szimbolizálja. A pajzs az összetartozást tükrözi, melyben a V betű a város nevének kezdőbetűje.
A pajzsot körülvevő zöld babérkoszorú a díszítő funkció mellett a hősi halottaknak is emléket állít.

## Lakónépesség alakulása
| Év   | Lélekszám |
| ---- | --------- |
| 1804 | 504       |
| 1826 | 1276      |
| 1861 | 2204      |
| 1900 | 4119      |
| 1910 | 7403      |
| 1930 | 13 006    |
| 1941 | 14 075    |

| Év   | Lélekszám |
| ---- | --------- |
| 1949 | 13 805    |
| 1960 | 15 537    |
| 1970 | 19 387    |
| 1980 | 21 445    |
| 1990 | 18 106    |
| 2001 | 18 633    |
| 2011 | 20 879    |

A 2011-es népszámlálás során a lakosok 85,2%-a magyarnak, 0,9% cigánynak, 0,2% lengyelnek, 5,7% németnek, 0,7% románnak mondta magát (14,7% nem nyilatkozott; a kettős identitások miatt a végösszeg nagyobb lehet 100%-nál). A vallási megoszlás a következő volt: római katolikus 34,5%, református 11%, evangélikus 1,7%, görögkatolikus 0,8%, felekezeten kívüli 17,9% (32,2% nem nyilatkozott).
2022-ben a lakosság 88,5%-a vallotta magát magyarnak, 3,6% németnek, 0,8% cigánynak, 0,5% románnak, 0,3% ukránnak, 0,2% görögnek, 0,1-0,1% szerbnek, lengyelnek, horvátnak, ruszinnak és szlováknak, 4% egyéb, nem hazai nemzetiségűnek (11,1% nem nyilatkozott; a kettős identitások miatt a végösszeg nagyobb lehet 100%-nál). Vallásuk szerint 25,4% volt római katolikus, 9,7% református, 1,7% evangélikus, 1,1% görög katolikus, 0,2% ortodox, 1,4% egyéb keresztény, 0,5% egyéb katolikus, 16% felekezeten kívüli (43,8% nem válaszolt).

## Közélete

### Polgármesterek
| Időszak   | Polgármester | Párt                            | Megjegyzés |
| --------- | ------------ | ------------------------------- | ---------- |
| 1990–1994 | Molnár Imre  | független                       |            |
| 1994–1998 | Molnár Imre  | független                       |            |
| 1998–2002 | Bükk László  | Fidesz-Ipartestület Vecsés      |            |
| 2002–2006 | Bükk László  | Fidesz-MDF-Vecsési Ipartestület |            |
| 2006–2010 | Szlahó Csaba | Fidesz-MDF-KDNP                 |            |
| 2010–2014 | Szlahó Csaba | Fidesz-KDNP                     |            |
| 2014–2019 | Szlahó Csaba | Fidesz-KDNP                     |            |
| 2019–2024 | Szlahó Csaba | Fidesz-KDNP                     |            |
| 2024–     | Szlahó Csaba | független                       |            |

## Legfontosabb oktatási és pedagógiai intézmények
- Semmelweis Ignác Bölcsőde
- Tipegők Bölcsőde Vecsés
- Bálint Ágnes Óvoda
- Czövek Olivér Református Óvoda
- Falusi Nemzetiségi Óvoda – Dorfkindergarten Wetschesch
- Vecsési Mosolyország Óvoda – Kindergarten Kinderlachen in Wetschesch
- Tündérkert Óvoda
- Grassalkovich Antal Német Nemzetiségi és Kétnyelvű Általános Iskola – Anton Grassalkovich Grundschule Wetschesch
- Gróf Andrássy Gyula Általános Iskola
- Halmi Telepi Általános Iskola
- Petőfi Sándor Római Katolikus Német Nemzetiségi Általános Iskola és Gimnázium
- Vecsési Zeneiskola Alapfokú Művészetoktatási Intézmény

## Nevezetességei
- Római katolikus temploma – 1800-ban készült el, melyhez 1835-ben tornyot is építettek.
- A négy telepen található 1-1 templom
- Hősök ligete
- Erzsébet tér és a téren található műemlékek
- A Magyar Olaj- és Gázipari Múzeum vecsési kiállítóhelye (A kőolaj- és földgázszállítás műszaki emlékei)
- Bálint Ágnes Kulturális Központ
- Szent István Koronás kút – Szórádi Zsigmond és Seres János alkotása
- Bálint Ágnes emlékház
- Vecsési Tájház

## Eseménynaptár
- Vecsési búcsú: minden év szeptemberében (Mária-nap után). Az egyházi búcsú mellett az Epresben (Fő út melletti tér) megrendezik a 3 napig tartó búcsút, rengeteg körhintával, céllövöldével, vásárral. Megjegyzés: A templomi búcsú nem a Mária-naphoz kötődik. A templom titulusa "Szent Kereszt felmagasztalása". Ünnepe szeptember 14-én van, így a templombúcsú 14-én illetve az azt követő vasárnapon kerül megrendezésre.
- Káposztafeszt: minden év szeptemberében. A város hagyományainak megfelelő programokkal, versenyekkel tarkított kulturális eseménysorozat.[17]
- Szüreti Bál: minden évben megrendezésre kerül október első szombatján.
- Tavaszi Fesztivál: minden év áprilisában kerül megrendezésre. A fesztivál egy hétig tart, különböző helyszíneken kiállításokat, színházi előadásokat, irodalmi esteket szerveznek az oda látogatóknak. A záró napon egész napos programmal várják az érdeklődőket a Fő út melletti Epresben.
- Bálint Ágnes Mesefesztivál: minden évben a gyermeknap hétvégéjén tartják meg, a Bálint Ágnes Kulturális Központ és a Bálint Ágnes Emlékház külső és belső helyszínein.

## Híres emberek
- Itt született Hatlaczky Ferenc olimpiai ezüstérmes, világbajnok kajakozó, építészmérnök 1934. január 17-én.
- Itt született Szabados Jenő (Vecsés, 1911. június 13. – ?, 1942. aug. 8.) festő
- Itt született Boross János színművész (Vecsés, 1924 . február 23. – Budapest, 1976. szeptember 16.)
- Itt született Kiss István színművész (Vecsés, 1945. december 25. – Kaposvár, 1979. október. 30.)
- Itt élt Horváth Ágnes politikus, volt egészségügyi miniszter.
- Itt élt Bálint Ágnes írónő.
- Innen származik Hegyi Gábor Németországban elő barokk trombitaművész
- Itt él Hegyi Károly mérnök ezredes, volt főiskolai tanár, honvédelmi szakbizottsági tanácsadó, a Bolyai János Katonai Műszaki Főiskola volt tanulmányi vezetője.
- Goldmann György, másként: Goldman (Vecsés, 1904. december 21. – Dachau, 1945. február 10.) magyar szobrász, pártmunkás.

## Vecsés az irodalomban
Veres Péter Almáskert című elbeszélésében írja: „Vilma asszony különösen tájékozatlan volt ebben, s mint afféle őspesti, még ebből a kicsi Magyarországból is csak a zugligeti Szarvascsárdától a vecsési végállomásig terjedő világot ismerte.”

## Képgaléria

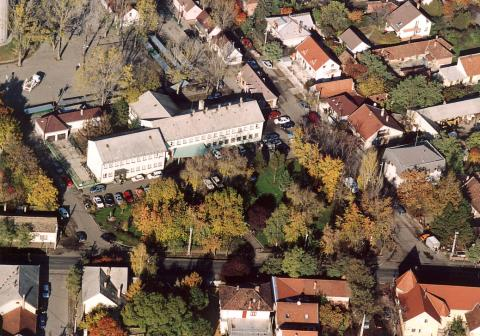
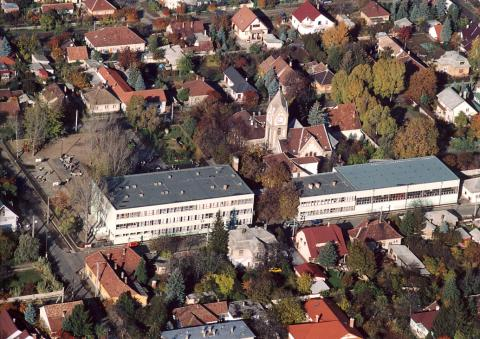
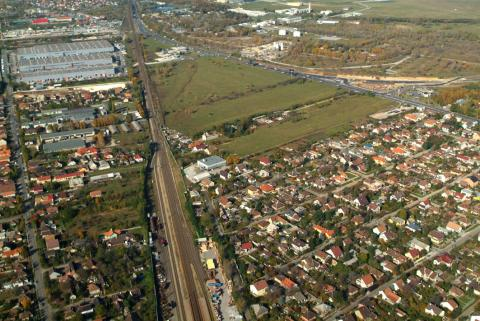
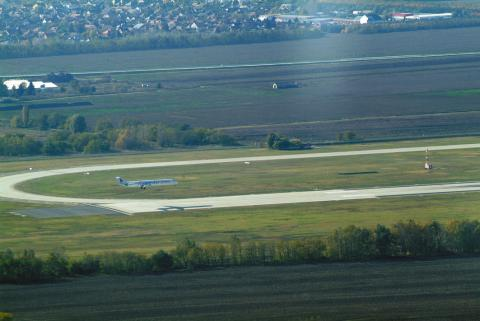
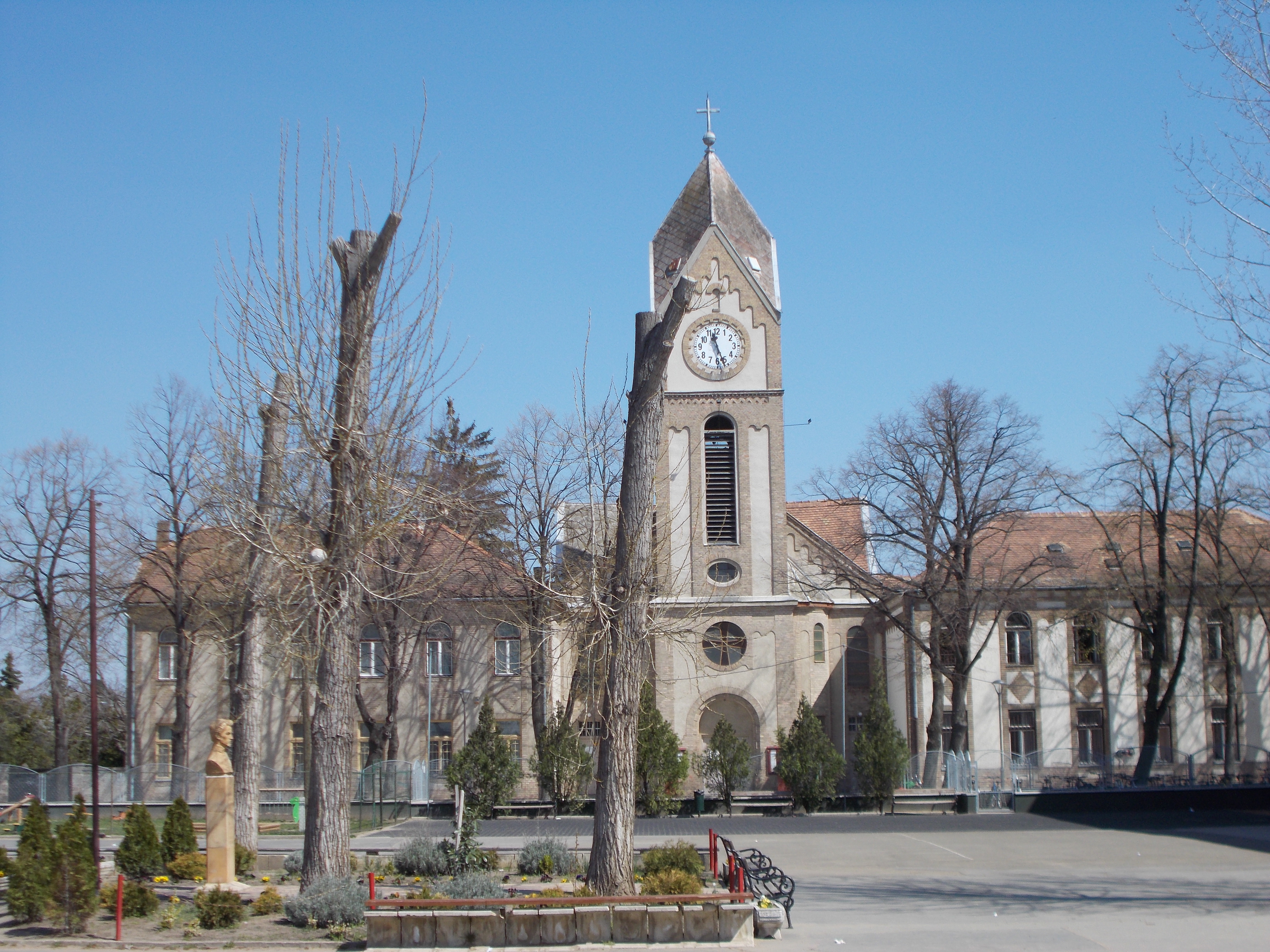

## Testvérvárosok
- Rheinstetten,  Németország
- Gyergyószárhegy,  Románia